# خوان رامون كوربيلو
خوان رامون كوربيلو (بالإسبانية: Juan Ramón Curbelo)‏ هو لاعب كرة قدم أوروغواياني في مركز الوسط، ولد في 2 مايو 1979 في مونتيفيديو في الأوروغواي. شارك مع منتخب الأوروغواي لكرة القدم. أما مع النوادي، فقد لعب مع ريفر بليت وستاندارد لييج ومونتيفيديو واندررز ونادي دانوبيو وناسيونال مونتيفيديو.

## وصلات خارجية
- خوان رامون كوربيلو على موقع قاعدة بيانات كرة القدم.إي يو (الإنجليزية)
- خوان رامون كوربيلو على موقع ناشيونال فوتبول تيمز (الإنجليزية)
- خوان رامون كوربيلو على موقع Soccerway.com (الإنجليزية)